# فرنسيس كيندال
فرنسيس كيندال (25 يوليو 1908 في المملكة المتحدة - 10 سبتمبر 1966 بنورثامبتون في المملكة المتحدة) (بالإنجليزية: Francis Kendall)‏ هو لاعب كريكت بريطاني (وحمل سابقاً جنسية المملكة المتحدة لبريطانيا العظمى وأيرلندا). لعب مع نادي مقاطعة نورثامبتونشير للكريكت ‏.

## وصلات خارجية
- فرنسيس كيندال على موقع إي آس بي آن كريك إنفو (الإنجليزية)